# Puchar Europy w narciarstwie alpejskim kobiet 2016/2017
Puchar Europy w narciarstwie alpejskim kobiet w sezonie 2016/2017 – 46. edycja tego cyklu. Pierwsze zawody odbyły się 4 grudnia 2016 roku w norweskim Trysil, a ostatnie zaplanowano na 19 marca 2017 roku we włoskim Innichen. Zawody odbyły się w sześciu państwach i czternastu miejscowościach.
Tytułów w poszczególnych klasyfikacjach broniły:
- generalna:  Maren Skjøld
- zjazd:  Kira Weidle
- slalom:  Maren Skjøld
- gigant:  Stephanie Brunner
- supergigant:  Verena Gasslitter
- superkombinacja:  Maren Skjøld

## Podium zawodów
| Lp. | Data             | Miejscowość    | Dyscyplina        | 1. Miejsce                | 2. Miejsce                | 3. Miejsce                |
| --- | ---------------- | -------------- | ----------------- | ------------------------- | ------------------------- | ------------------------- |
| 1.  | 4 grudnia 2016   | Trysil         | Gigant            | Kristin Anna Lysdahl      | Simone Wild               | Elisabeth Kappauer        |
| 2.  | 5 grudnia 2016   | Trysil         | Slalom            | Maren Skjøld              | Chiara Mair               | Katharina Gallhuber       |
| 3.  | 6 grudnia 2016   | Trysil         | Slalom            | Maren Wiesler             | Chiara Mair               | Katharina Gallhuber       |
| 4.  | 8 grudnia 2016   | Kvitfjell      | Gigant            | Clara Direz               | Kristin Anna Lysdahl      | Camille Rast              |
| 5.  | 9 grudnia 2016   | Kvitfjell      | Supergigant       | Dajana Dengscherz         | Kajsa Vickhoff Lie        | Kristin Anna Lysdahl      |
| 6.  | 10 grudnia 2016  | Kvitfjell      | Superkombinacja   | Kristina Riis-Johannessen | Rahel Kopp                | Nadine Fest               |
| 7.  | 15 grudnia 2016  | Andalo         | Gigant            | Simone Wild               | Elisabeth Kappauer        | Kristin Anna Lysdahl      |
| 8.  | 16 grudnia 2016  | Andalo         | Slalom            | Resi Stiegler             | Maren Skjøld              | Katharina Gallhuber       |
| 9.  | 17 grudnia 2016  | Kronplatz      | Slalom równoległy | Katharina Gallhuber       | Meta Hrovat               | Anna Swenn-Larsson        |
| 10. | 11 stycznia 2017 | Saalbach       | Zjazd             | Christina Ager            | Federica Sosio            | Kristin Anna Lysdahl      |
| 11. | 12 stycznia 2017 | Saalbach       | Zjazd             | Christina Ager            | Katja Grossmann           | Laura Pirovano            |
| 12. | 13 stycznia 2017 | Saalbach       | Supergigant       | Odwołano                  | Odwołano                  | Odwołano                  |
| 13. | 16 stycznia 2017 | Zinal          | Gigant            | Kristina Riis-Johannessen | Meta Hrovat               | Kristin Anna Lysdahl      |
| 14. | 17 stycznia 2017 | Zinal          | Gigant            | Jessica Hilzinger         | Kristina Riis-Johannessen | Kristin Anna Lysdahl      |
| 15. | 19 stycznia 2017 | Melchsee-Frutt | Slalom            | Marina Wallner            | Anna Swenn-Larsson        | Christina Geiger          |
| 16. | 20 stycznia 2017 | Melchsee-Frutt | Slalom            | Jessica Hilzinger         | Marina Wallner            | Katharina Gallhuber       |
| 17. | 25 stycznia 2017 | Davos          | Zjazd             | Kristina Riis-Johannessen | Kristin Anna Lysdahl      | Sabrina Maier             |
| 18. | 26 stycznia 2017 | Davos          | Zjazd             | Sabrina Maier             | Christina Ager            | Kristina Riis-Johannessen |
| 19. | 27 stycznia 2017 | Davos          | Supergigant       | Stephanie Brunner         | Laura Gauché              | Rosina Schneeberger       |
| 20. | 27 stycznia 2017 | Davos          | Supergigant       | Nadine Fest               | Anna Hofer                | Kristin Anna Lysdahl      |
| 20. | 30 stycznia 2017 | Châtel         | Superkombinacja   | Nadine Fest               | Rosina Schneeberger       | Estelle Alphand           |
| 21. | 30 stycznia 2017 | Châtel         | Supergigant       | Nadine Fest               | Rosina Schneeberger       | Kristina Riis-Johannessen |
| 22. | 1 lutego 2017    | Châtel         | Supergigant       | Kristina Riis-Johannessen | Sabrina Maier             | Anna Hofer                |
| 23. | 2 lutego 2017    | Châtel         | Gigant            | Kristin Anna Lysdahl      | Kristina Riis-Johannessen | Laura Pirovano            |
| 24. | 3 lutego 2017    | Châtel         | Gigant            | Tina Robnik               | Kristin Anna Lysdahl      | Meta Hrovat               |
| 25. | 9 lutego 2017    | Bad Wiessee    | Slalom            | Mélanie Meillard          | Šárka Strachová           | Anna Swenn-Larsson        |
| 26. | 10 lutego 2017   | Bad Wiessee    | Slalom            | Mélanie Meillard          | Resi Stiegler             | Anna Swenn-Larsson        |
| 27. | 12 lutego 2017   | Hochkar        | Gigant            | Tina Robnik               | Jessica Hilzinger         | Elisabeth Kappaurer       |
| 28. | 13 lutego 2017   | Hochkar        | Slalom            | Anna Swenn-Larsson        | Marina Wallner            | Susanne Weinbuchner       |
| 29. | 19 lutego 2017   | Crans-Montana  | Zjazd             | Laura Pirovano            | Sabrina Maier             | Dajana Dengscherz         |
| 30. | 20 lutego 2017   | Crans-Montana  | Superkombinacja   | Rosina Schneeberger       | Federica Sosio            | Nadine Fest               |
| 31. | 21 lutego 2017   | Crans-Montana  | Zjazd             | Sabrina Maier             | Laura Pirovano            | Kristin Anna Lysdahl      |
| 32. | 24 lutego 2017   | Sestriere      | Zjazd             | Nina Ortlieb              | Nadine Fest               | Kristina Riis-Johannessen |
| 33. | 25 lutego 2017   | Sestriere      | Supergigant       | Lisa Hörnblad             | Kristina Riis-Johannessen | Sabrina Maier             |
| 34. | 17 marca 2017    | Innichen       | Gigant            | Elisabeth Kappaurer       | Katharina Liensberger     | Jessica Hilzinger         |
| 35. | 19 marca 2017    | Innichen       | Slalom            | Camille Rast              | Anne-Sophie Barthet       | Julia Grünwald            |

## Klasyfikacje
| Lp. | Zawodniczka               | Punkty |
| --- | ------------------------- | ------ |
| 1.  | Kristina Riis-Johannessen | 1206   |
| 2.  | Kristin Anna Lysdahl      | 1092   |
| 3.  | Nadine Fest               | 910    |
| 4.  | Laura Pirovano            | 750    |
| 5.  | Sabrina Maier             | 650    |
| 6.  | Elisabeth Kappaurer       | 624    |
| 7.  | Katharina Gallhuber       | 618    |
| 8.  | Jessica Hilzinger         | 594    |
| 9.  | Camille Rasrt             | 591    |
| 10. | Katharina Liensberger     | 569    |

| Lp. | Zawodniczka               | Punkty |
| --- | ------------------------- | ------ |
| 1.  | Sabrina Maier             | 420    |
| 2.  | Laura Pirovano            | 377    |
| 3.  | Christina Ager            | 375    |
| 4.  | Kristin Anna Lysdahl      | 318    |
| 5.  | Kristina Riis-Johannessen | 298    |
| 6.  | Katja Grossmann           | 270    |
| 7.  | Dajana Dengscherz         | 261    |
| 8.  | Lisa Hörnblad             | 174    |
| 9.  | Bianca Venier             | 151    |
| 10. | Federica Sosio            | 145    |

| Lp. | Zawodniczka               | Punkty |
| --- | ------------------------- | ------ |
| 1.  | Nadine Fest               | 344    |
| 2.  | Kristina Riis-Johannessen | 316    |
| 3.  | Anna Hofer                | 230    |
| 4.  | Dajana Dengscherz         | 218    |
| 5.  | Rosina Schneeberger       | 209    |
| 6.  | Sabrina Maier             | 201    |
| 7.  | Stephanie Brunner         | 186    |
| 8.  | Kristin Anna Lysdahl      | 174    |
| 9.  | Jole Galli                | 158    |
| 10. | Laura Pirovano            | 139    |

| Lp. | Zawodniczka               | Punkty |
| --- | ------------------------- | ------ |
| 1.  | Kristin Anna Lysdahl      | 540    |
| 2.  | Jessica Hilzinger         | 414    |
| 3.  | Elisabeth Kappaurer       | 394    |
| 4.  | Kristina Riis-Johannessen | 375    |
| 5.  | Katharina Liensberger     | 359    |
| 6.  | Meta Hrovat               | 317    |
| 7.  | Tina Robnik               | 312    |
| 8.  | Camille Rast              | 281    |
| 9.  | Clara Direz               | 237    |
| 10. | Laura Pirovano            | 202    |

| Lp. | Zawodniczka           | Punkty |
| --- | --------------------- | ------ |
| 1.  | Anna Swenn-Larsson    | 516    |
| 2.  | Katharina Gallhuber   | 445    |
| 3.  | Marina Wallner        | 421    |
| 4.  | Chiara Mair           | 382    |
| 5.  | Camille Rast          | 287    |
| 6.  | Maren Skjøld          | 278    |
| 7.  | Resi Stiegler         | 270    |
| 8.  | Susanne Weinbuchner   | 257    |
| 9.  | Katharina Liensberger | 210    |
| 10. | Mélanie Meillard      | 200    |

| Lp. | Zawodniczka               | Punkty |
| --- | ------------------------- | ------ |
| 1.  | Nadine Fest               | 220    |
| 2.  | Rosina Schneeberger       | 180    |
| 3.  | Kristina Riis-Johannessen | 164    |
| 4.  | Federica Sosio            | 136    |
| 5.  | Franziska Gritsch         | 95     |
| 6.  | Jole Galli                | 83     |
| 7.  | Rahel Kopp                | 82     |
| 8.  | Elisabeth Kappaurer       | 81     |
| 9.  | Lisa Hörnblad             | 72     |
| 10. | Estelle Alphand           | 60     |